# WWE Payback
WWE Payback – zakończony cykl corocznych gal profesjonalnego wrestlingu produkowanych przez federację WWE i nadawanych na żywo w systemie pay-per-view oraz na WWE Network. Cykl został wprowadzony w 2013 zastępując No Way Out w czerwcu w kalendarzu gal pay-per-view WWE. W 2015 organizacja gal została przeniesiona na maj. Gala z 2016 była pierwszą większą produkowaną po WrestleManii.
Po przywróceniu podziału WWE na brandy w 2016, przyszłoroczna i jednocześnie ostatnia edycja była produkowana dla wrestlerów z brandu Raw. W 2018 zniesiono podział gal pay-per-view dla konkretnych brandów, jednakże zrezygnowano z dalszej organizacji gal Payback.

## Lista gal
|  | Gala brandu Raw |

| Gala                            | Lokalizacja             | Arena             | Walka wieczoru |
| ------------------------------- | ----------------------- | ----------------- | --- |
| Payback (2013) 16 czerwca 2013  | Rosemont, Illinois      | Allstate Arena    | John Cena (c) vs. Ryback Three Stages of Hell match o WWE Championship                                                                                    |
| Payback (2014) 1 czerwca 2014   | Rosemont, Illinois      | Allstate Arena    | The Shield (Dean Ambrose, Seth Rollins i Roman Reigns) vs. Evolution (Triple H, Randy Orton i Batista) No Holds Barred Six man tag team elimination match |
| Payback (2015) 17 maja 2015     | Baltimore, Maryland     | Royal Farms Arena | Seth Rollins (c) vs. Roman Reigns vs. Randy Orton vs. Dean Ambrose Fatal 4-Way match o WWE World Heavyweight Championship                                 |
| Payback (2016) 1 maja 2016      | Rosemont, Illinois      | Allstate Arena    | Roman Reigns (c) vs. AJ Styles Singles match o WWE World Heavyweight Championship                                                                         |
| Payback (2017) 30 kwietnia 2017 | San Jose, Kalifornia    | SAP Center        | Roman Reigns vs. Braun Strowman Singles match |
| Payback (2020) 30 sierpnia 2020 | Orlando, Floryda        | Amway Center      | "The Fiend" Bray Wyatt (c) vs. Braun Strowman vs. Roman Reigns No Holds Barred Triple Threat match o WWE Universal Championship                           |
| Payback (2023) 2 września 2023  | Pittsburgh, Pensylwania | PPG Paints Arena  | Seth „Freakin” Rollins (c) vs. Shinsuke Nakamura Singles match o World Heavyweight Championship                                                           |

## Wyniki gal

### 2013
Payback (2013) – gala wrestlingu wyprodukowana przez federację WWE. Odbyła się 16 czerwca 2013 w Allstate Arena w Rosemont w stanie Illinois. Emisja była przeprowadzana na żywo w systemie pay-per-view. Była to pierwsza gala w chronologii cyklu Payback, które zastąpiło WWE No Way Out.
Podczas gali odbyło się osiem walk, w tym jedna podczas pre-show. W walce wieczoru John Cena obronił WWE Championship pokonując Rybacka w Three Stages of Hell matchu z wynikiem 2–1. Prócz tego Alberto Del Rio zdołał odzyskać World Heavyweight Championship od Dolpha Zigglera, zaś powracający CM Punk pokonał w swoim rodzinnym mieście Chrisa Jericho. Gala zyskała 186 000 wykupień w systemie pay-per-view, mniej w porównaniu do 194 000 wykupień zeszlorocznej edycji No Way Out (2012)
| Nr                                                                   | Wyniki                                                                                            | Stypulacje                                              | Czas  |
| -------------------------------------------------------------------- | ------------------------------------------------------------------------------------------------- | ------------------------------------------------------- | ----- |
| 1P                                                                   | Sheamus pokonał Damiena Sandowa                                                                   | Singles match                                           | 10:25 |
| 2                                                                    | Curtis Axel (z Paulem Heymanem) pokonał Wade’a Barretta (c) i The Miza                            | Triple threat match o WWE Intercontinental Championship | 10:34 |
| 3                                                                    | AJ Lee (z Big E Langstonem) pokonała Kaitlyn (c) poprzez submission                               | Singles match o WWE Divas Championship                  | 09:52 |
| 4                                                                    | Dean Ambrose (c) pokonał Kane’a poprzez wyliczenie pozaringowe                                    | Singles match o WWE United States Championship          | 09:33 |
| 5                                                                    | Alberto Del Rio (z Ricardo Rodriguezem) pokonał Dolpha Zigglera (c) (z AJ Lee i Big E Langstonem) | Singles match o World Heavyweight Championship          | 13:48 |
| 6                                                                    | CM Punk (z Paulem Heymanem) pokonał Chrisa Jericho                                                | Singles match                                           | 21:19 |
| 7                                                                    | The Shield (Seth Rollins i Roman Reigns) (c) pokonali Daniela Bryana i Randy’ego Ortona           | Tag team match o WWE Tag Team Championship              | 12:07 |
| 8                                                                    | John Cena (c) pokonał Rybacka z wynikiem 2–1                                                      | Three Stages of Hell match o WWE Championship           | 24:40 |
| (c) – mistrz/mistrzyni przed walkąP – walka miała miejsce w pre-show |                                                                                                   |                                                         |       |

### 2014
Payback (2014) – gala wrestlingu wyprodukowana przez federację WWE. Odbyła się 1 czerwca 2014 w Allstate Arena w Rosemont w stanie Illinois. Emisja była przeprowadzana na żywo za pośrednictwem WWE Network oraz w systemie pay-per-view. Była to druga gala w chronologii cyklu Payback.
Podczas gali odbyło się dziewięć walk, w tym jedna podczas pre-show. W walce wieczoru grupa The Shield (Dean Ambrose, Seth Rollins i Roman Reigns) pokonali grupę Evolution (Triple H, Randy’ego Ortona i Batistę) w No Holds Barred six-man tag team elimination matchu. Była to pierwsza gala od Armageddon 2006, podczas której nie broniono światowego tytułu mistrzowskiego. Gala zyskała 67 000 wykupień w systemie pay-per-view (odliczając osoby subskrybujące WWE Network).
| Nr                                                                   | Wyniki | Stypulacje                                         | Czas  |
| -------------------------------------------------------------------- | --- | -------------------------------------------------- | ----- |
| 1P                                                                   | El Torito (z Diego i Fernando) pokonał Hornswoggle’a (z Heathem Slaterem, Drew McIntyre’em i Jinderem Mahalem)   | Mask vs. Hair match                                | 07:14 |
| 2                                                                    | Sheamus (c) pokonał Cesaro (z Paulem Heymanem)                                                                   | Singles match o WWE United States Championship     | 11:38 |
| 3                                                                    | RybAxel (Ryback i Curtis Axel) pokonali Cody’ego Rhodesa i Goldusta                                              | Tag team match                                     | 07:49 |
| 4                                                                    | Rusev (z Laną) pokonał Big E poprzez submission                                                                  | Singles match                                      | 03:40 |
| 5                                                                    | Kofi Kingston vs. Bo Dallas zakończyło się bez rezultatu                                                         | Singles match                                      | 00:32 |
| 6                                                                    | Bad News Barrett (c) pokonał Roba Van Dama                                                                       | Singles match o WWE Intercontinental Championship  | 09:32 |
| 7                                                                    | John Cena (z Jimmym i Jeyem Uso) pokonał Braya Wyatta (z Lukiem Harperem i Erickiem Rowanem)                     | Last Man Standing match                            | 24:24 |
| 8                                                                    | Paige (c) pokonała Alicię Fox poprzez submission                                                                 | Singles match o WWE Divas Championship             | 06:37 |
| 9                                                                    | The Shield (Roman Reigns, Seth Rollins i Dean Ambrose) pokonali Evolution (Triple H, Randy’ego Ortona i Batistę) | No Holds Barred six-man tag-team elimination match | 30:56 |
| (c) – mistrz/mistrzyni przed walkąP – walka miała miejsce w pre-show | |                                                    |       |

### 2015
Payback (2015) – gala wrestlingu wyprodukowana przez federację WWE. Odbyła się 17 maja 2015 w Royal Farms Arena w Baltimore w stanie Maryland. Emisja była przeprowadzana na żywo za pośrednictwem WWE Network oraz w systemie pay-per-view. Była to trzecia gala w chronologii cyklu Payback.
Podczas gali odbyło się dziewięć walk, w tym dwie podczas pre-show. W walce wieczoru Seth Rollins pokonał Romana Reignsa, Deana Ambrose'a i Randy’ego Ortona w Fatal 4-Way matchu broniąc WWE World Heavyweight Championship. Gala zyskała 54 000 wykupień w systemie pay-per-view, o 13 000 mniej niż wobec zeszłorocznej edycji.
| Nr                                                                   | Wyniki | Stypulacje | Czas  |
| -------------------------------------------------------------------- | --- | --- | ----- |
| 1P                                                                   | R-Truth pokonał Stardusta                                                                                              | Singles match | 6:50  |
| 2P                                                                   | The Ascension (Konnor i Viktor) pokonali The Meta Powers (Curtisa Axela i Macho Mandowa)                               | Tag team match | 2:50  |
| 3                                                                    | Sheamus pokonał Dolpha Zigglera                                                                                        | Singles match | 12:20 |
| 4                                                                    | The New Day (Big E i Kofi Kingston) (c) (z Xavierem Woodsem) pokonali Tysona Kidda i Cesaro (z Natalyą) z wynikiem 2-1 | Two-out-of-three falls match o WWE Tag Team Championship                                                                                     | 12:40 |
| 5                                                                    | Bray Wyatt pokonał Rybacka                                                                                             | Singles match | 10:54 |
| 6                                                                    | John Cena (c) pokonał Ruseva (z Laną)                                                                                  | „I Quit” match o WWE United States Championship                                                                                              | 27:58 |
| 7                                                                    | Naomi i Tamina pokonały The Bella Twins (Nikki i Brie Bellę)                                                           | Tag team match | 6:13  |
| 8                                                                    | Neville pokonał King Barretta poprzez wyliczenie pozaringowe                                                           | Singles match | 7:22  |
| 9                                                                    | Seth Rollins (c) pokonał Romana Reignsa, Deana Ambrose'a i Randy’ego Ortona                                            | Fatal 4-Way match o WWE World Heavyweight Championship Jeśli Rollins straci tytuł, Kane zostanie zwolniony z pozycji dyrektora operacyjnego. | 21:06 |
| (c) – mistrz/mistrzyni przed walkąP – walka miała miejsce w pre-show | | |       |